# Мурзинський
Мурзи́нський (рос. Мурзинский) — селище у складі Березовського міського округу Свердловської області.
Населення — 12 осіб (2010, 1 у 2002).
Національний склад станом на 2002 рік: росіяни — 100 %.